# آزادی و غایت عقل
آزادی و غایت عقل: در باب مبنای  اخلاقی فلسفهٔ انتقادی کانت کتابی است از ریچارد ولکلی که در آن نویسنده به بررسی جایگاه اندیشهٔ کانت در فلسفهٔ مدرن می‌پردازد. ولکلی روایتی غایت‌شناسانه از پروژهٔ نقدِ عقل، نزد کانت به دست می‌دهد و استدلال می‌کند که تمام این پروژه (و نه فقط آثار ناظر به اخلاق) دارای شالودهٔ اخلاقی است. لذا تفسیری که در این کتاب ارائه می‌شود، از خوانش‌های سنتی کانت که بخش‌های نظری و عملیِ اندیشهٔ او را ساحت‌های کاملاً مجزا می‌دانند، فاصله می‌گیرد. ولکلی با بررسی نوشته‌های پیشانقدیِ کانت در دههٔ ۱۷۶۰ نتیجه‌گیری می‌کند که این شالودهٔ اخلاقی، نتیجهٔ مواجههٔ کانت با آثار ژان-ژاک روسو و تلاش برای پاسخ به بحران عقل در دورهٔ مدرن است. بنابراین، ولکلی معتقد است که جایگاه روسو در برداشت کانت از فلسفه، فراتر و ماندگارتر از جایگاه هیوم است.     